# Championnat du monde masculin de handball 1986
Navigation
All. de l'Ouest 1982 Tchécoslovaquie 1990
La onzième édition du championnat du monde masculin de handball a lieu du 25 février au 8 mars 1986 en Suisse.
Seize équipes ont participé à la compétition qui a été remportée par la Yougoslavie qui confirme que son titre olympique à Los Angeles n'était pas totalement usurpé malgré une opposition réduite due au boycott de nombreuses nations majeures.
La Hongrie, battue 22 à 24 en finale, réalise à cette occasion son meilleur résultat en compétition internationale. Pour l'Allemagne de l'Est, la médaille de bronze est la quatrième médaille remportée au cours des cinq derniers championnats du monde. En revanche, la tenante du titre, l'URSS doit se contenter d'une très décevante dixième place après avoir été battue notamment par l'Espagne qui, avec une belle cinquième place, termine pour la première fois dans le top 10 mondial.

## Qualifications
| Nombre | Moyen de qualification        | Qualifié(s)                                                                        |
| ------ | ----------------------------- | ---------------------------------------------------------------------------------- |
| 1      | Organisateur                  | Suisse                                                                             |
| 6      | Jeux olympiques 1984          | Yougoslavie, Allemagne de l'Ouest, Roumanie, Danemark, Suède et Islande            |
| 6      | Championnat du monde B 1985   | Allemagne de l'Est, Union soviétique, Pologne, Tchécoslovaquie, Hongrie et Espagne |
| 1      | Tournoi asiatique             | Corée du Sud                                                                       |
| 1      | Championnat d'Afrique 1985    | Algérie                                                                            |
| 1      | Championnat panaméricain 1985 | Cuba                                                                               |

## Tour préliminaire

### Légende
- Qualifiée pour le Tour principal
- Éliminé de la compétition

### Groupe A
Les matches se sont déroulés à Aarau, Davos et Lucerne.
|   | Équipe             | Pts | J | G | N | P | Bp | Bc | Diff |
| - | ------------------ | --- | - | - | - | - | -- | -- | ---- |
| 1 | Yougoslavie        | 6   | 3 | 3 | 0 | 0 | 80 | 70 | 10   |
| 2 | Allemagne de l'Est | 4   | 3 | 2 | 0 | 1 | 71 | 64 | 7    |
| 3 | Union soviétique   | 2   | 3 | 1 | 0 | 2 | 73 | 72 | 1    |
| 4 | Cuba               | 0   | 3 | 0 | 0 | 3 | 75 | 93 | -18  |

| Allemagne de l'Est - Cuba 28-24 (15-11) Yougoslavie - URSS 26-22 (13-11) Allemagne de l'Est - URSS 23-18 (10-13) Yougoslavie - Cuba 32-28 (15-13) Yougoslavie - Allemagne de l'Est 22-20 (10- 9) URSS - Cuba 33-23 (13-12) |

### Groupe B
Les matches se sont déroulés à Saint-Gall, Zurich, Berne, Winterthour et Bâle.
|   | Équipe               | Pts | J | G | N | P | Bp | Bc | Diff |
| - | -------------------- | --- | - | - | - | - | -- | -- | ---- |
| 1 | Allemagne de l'Ouest | 6   | 3 | 3 | 0 | 0 | 57 | 51 | 6    |
| 2 | Suisse               | 3   | 3 | 1 | 1 | 1 | 50 | 50 | 0    |
| 3 | Espagne              | 2   | 3 | 0 | 2 | 1 | 49 | 53 | -4   |
| 4 | Pologne              | 1   | 3 | 0 | 1 | 2 | 57 | 59 | -2   |

| Allemagne - Pologne 21-20 ( 8- 8) Suisse - Espagne 15-15 ( 4- 8) Allemagne - Espagne 18-14 (11- 8) Suisse - Pologne 18-17 (10-11) Allemagne - Suisse 18-17 ( 8-10) Pologne - Espagne 20-20 (11-12) |

### Groupe C
Les matches se sont déroulés à Genève, Berne, La Chaux-de-Fonds et Winterthour.
|   | Équipe          | Pts | J | G | N | P | Bp | Bc | Diff |
| - | --------------- | --- | - | - | - | - | -- | -- | ---- |
| 1 | Corée du Sud    | 4   | 3 | 2 | 0 | 1 | 76 | 65 | 11   |
| 2 | Roumanie        | 4   | 3 | 2 | 0 | 1 | 68 | 64 | 4    |
| 3 | Islande         | 4   | 3 | 2 | 0 | 1 | 65 | 71 | -6   |
| 4 | Tchécoslovaquie | 0   | 3 | 0 | 0 | 3 | 58 | 67 | -9   |

| Roumanie - Tchécoslovaquie 23-18 ( 8- 9) Islande - Corée 21-30 ( 9-13) Islande - Tchécoslovaquie 19-18 (10- 8) Roumanie - Corée 22-21 (15- 9) Corée - Tchécoslovaquie 25-22 (10-13) Roumanie - Islande 23-25 (13-11) |

### Groupe D
Les matches se sont déroulés à Saint-Gall, Zurich, Bâle et Berne.
|   | Équipe   | Pts | J | G | N | P | Bp | Bc | Diff |
| - | -------- | --- | - | - | - | - | -- | -- | ---- |
| 1 | Hongrie  | 6   | 3 | 3 | 0 | 0 | 71 | 62 | 9    |
| 2 | Suède    | 4   | 3 | 2 | 0 | 1 | 70 | 60 | 10   |
| 3 | Danemark | 2   | 3 | 1 | 0 | 2 | 69 | 67 | 2    |
| 4 | Algérie  | 0   | 3 | 0 | 0 | 3 | 53 | 74 | -21  |

| Hongrie - Danemark 25-21 (11- 8) Suède - Algérie 24-16 (11- 8) Hongrie - Suède 23-22 ( 9-12) Danemark - Algérie 27-18 (13- 8) Hongrie - Algérie 23-19 (12-13) Suède - Danemark 24-21 (12-11) |

## Tour principal
Les résultats des équipes issues d'un même groupe du tour préliminaire sont conservés.

### Légende
- Qualifiée pour la finale
- Qualifiée pour le match pour la 3e place
- Qualifiée pour les matches de classement

### Groupe 1
Les matchs se sont déroulés à Bâle, Zurich, Berne, Olten, Genève, Lucerne et Saint-Gall.
|   | Équipe               | Pts | J | G | N | P | Bp  | Bc  | Diff |
| - | -------------------- | --- | - | - | - | - | --- | --- | ---- |
| 1 | Yougoslavie          | 10  | 5 | 5 | 0 | 0 | 112 | 95  | 17   |
| 2 | Allemagne de l'Est   | 6   | 5 | 3 | 0 | 2 | 109 | 92  | 17   |
| 3 | Espagne              | 5   | 5 | 2 | 1 | 2 | 92  | 87  | 5    |
| 4 | Allemagne de l'Ouest | 4   | 5 | 2 | 0 | 3 | 88  | 97  | -9   |
| 5 | Union soviétique     | 4   | 5 | 2 | 0 | 3 | 104 | 109 | -5   |
| 6 | Suisse               | 1   | 5 | 0 | 1 | 4 | 82  | 107 | -25  |

| Allemagne de l'Est - Suisse 23-16 (11- 6) URSS - Allemagne 23-20 ( 8-10) Yougoslavie - Espagne 18-17 (10- 8) Allemagne de l'Est - Allemagne 24-15 (11- 7) Suisse - Yougoslavie 19-27 ( 7-15) URSS - Espagne 17-25 ( 8-11) Yougoslavie - Allemagne 19-17 ( 9- 8) Allemagne de l'Est - Espagne 19-21 (13-11) URSS - Suisse 24-15 ( 8- 8) |

### Groupe 2
Les matchs se sont déroulés à Aarau, Zurich, Lucerne, Winterthour, Berne et Saint-Gall.
|   | Équipe       | Pts | J | G | N | P | Bp  | Bc  | Diff |
| - | ------------ | --- | - | - | - | - | --- | --- | ---- |
| 1 | Hongrie      | 10  | 5 | 5 | 0 | 0 | 122 | 108 | 14   |
| 2 | Suède        | 8   | 5 | 4 | 0 | 1 | 112 | 93  | 19   |
| 3 | Islande      | 4   | 5 | 2 | 0 | 3 | 114 | 117 | -3   |
| 4 | Danemark     | 4   | 5 | 2 | 0 | 3 | 107 | 117 | -10  |
| 5 | Roumanie     | 2   | 5 | 1 | 0 | 4 | 78  | 93  | -15  |
| 6 | Corée du Sud | 2   | 5 | 1 | 0 | 4 | 132 | 137 | -5   |

| Roumanie - Suède 20-25 (11-11) Corée - Danemark 27-31 (17-18) Islande - Hongrie 20-21 (12-11) Islande - Danemark 25-16 (10-10) Roumanie - Hongrie 17-19 ( 9-10) Corée - Suède 26-29 (15-12) Corée - Hongrie 28-34 (16-16) Roumanie - Danemark 16-18 ( 7-10) Islande - Suède 23-27 ( 9-15) |

### Groupe de classement 13 à 16
Les matchs se sont déroulés à Soleure, La Chaux-de-Fonds, Winterthour, Genève, Aarau et Lucerne.
|    | Équipe          | Pts | J | G | N | P | Bp | Bc | Diff |
| -- | --------------- | --- | - | - | - | - | -- | -- | ---- |
| 13 | Tchécoslovaquie | 6   | 3 | 3 | 0 | 0 | 74 | 64 | 10   |
| 14 | Pologne         | 4   | 3 | 2 | 0 | 1 | 77 | 69 | 8    |
| 15 | Cuba            | 2   | 3 | 1 | 0 | 2 | 71 | 78 | -7   |
| 16 | Algérie         | 0   | 3 | 0 | 0 | 3 | 66 | 77 | -11  |

| Tchécoslovaquie 27-23 Cuba (16-9) Pologne 28-23 Algérie (13-6) Tchécoslovaquie 23-22 Pologne (10-13) Cuba 25-24 Algérie (10-16) Tchécoslovaquie 24-19 Algérie Pologne 27-23 Cuba |

## Matchs de classement

### Finale
| 8 mars 1986 16h30 | Yougoslavie             | 24 – 22                                    | Hongrie                 | Hallenstadion, Zurich Affluence : 12 000 Arbitrage : Carl-Olov Nilsson et Axel Wester |
| 8 mars 1986 16h30 | Cvetković et Isaković 6 | (12 – 12)                                  | P. Kovács et Iváncsik 5 | Hallenstadion, Zurich Affluence : 12 000 Arbitrage : Carl-Olov Nilsson et Axel Wester |
| 8 mars 1986 16h30 | ×3                      | FFHB Journal du Jura NZN kezitortenelem.hu | ×2                      | Hallenstadion, Zurich Affluence : 12 000 Arbitrage : Carl-Olov Nilsson et Axel Wester |

| Yougoslavie                    |     |                        |                 |                         |
| 1                              | GB  | Zlatan Arnautović (en) | 31e-60e min     | 31e-60e min             |
| 12                             | GB  | Mirko Bašić            | 1re-30e min     | 1re-30e min             |
| 2                              | P   | Momir Rnić             | 1               |                         |
| 3                              | P   | Veselin Vuković        | 1               |                         |
| 4                              | ARD | Zlatko Saračević       | 2               |                         |
| 5                              | ARG | Jovica Elezović (en)   |                 |                         |
| 6                              | DC  | Časlav Grubić (en)     | 1               |                         |
| 7                              | ALD | Jasmin Mrkonja (en)    | 3               |                         |
| 9                              | ARG | Veselin Vujović        | 4               | Suspension · Suspension |
| 10                             | ARD | Jovica Cvetković (en)  | 6 dont 0/1 pen. | Suspension              |
| 11                             | ALG | Jožef Holpert (de)     |                 |                         |
| 15                             | ALG | Mile Isaković          | 6 dont 3/4 pen. |                         |
| Sélectionneur : Zoran Živković |     |                        |                 |                         |

|      | Statistiques   |      |
| ---- | -------------- | ---- |
| 24/? | Buts marqués   | 22/? |
| ?    | % réussite     | ? %  |
| ?    | Arrêts         | ?    |
| ? %  | % d'arrêts     | ?    |
| 4/6  | Jets de 7 m    | 0/0  |
| ?    | Cartons jaunes | ?    |
| 3    | Suspensions    | 2    |
| 0    | Cartons rouges | 0    |

| Hongrie                      |                      |                  |                  |
| GB                           | László Hoffmann (en) | 1re-60e min      |                  |
| GB                           | Tibor Oross (en)     | 1 arrêt sur pen. | 1 arrêt sur pen. |
|                              | Mihály Kovács (en)   | 3 ou 2           | Suspension       |
| ARG                          | Peter Kovács         | 5                | Suspension       |
|                              | János Gyurka (en)    | 2                |                  |
|                              | János Fodor (en)     | 1                |                  |
| ARG                          | László Marosi (en)   | 2                |                  |
|                              | László Szabó (en)    | 1                |                  |
|                              | Gábor Horváth        | 3                |                  |
| ALD                          | Mihály Iváncsik (en) | 5                |                  |
| ALG                          | Zsolt Kontra (en)    | 0 ou 1           |                  |
|                              | József Kenyeres (en) |                  |                  |
| Sélectionneur : Lajos Mocsai |                      |                  |                  |

L'évolution du score est : 
- 1-0, 1-1, 3-2, 4-3, 4-5, 6-7, 8-8, 9-10, 11-12, 12-12 ;
- 15-12, 16-14, 17-14, 18-16, 21-16, 22-17, 22-19, 23-19, 23-21, 24-22.

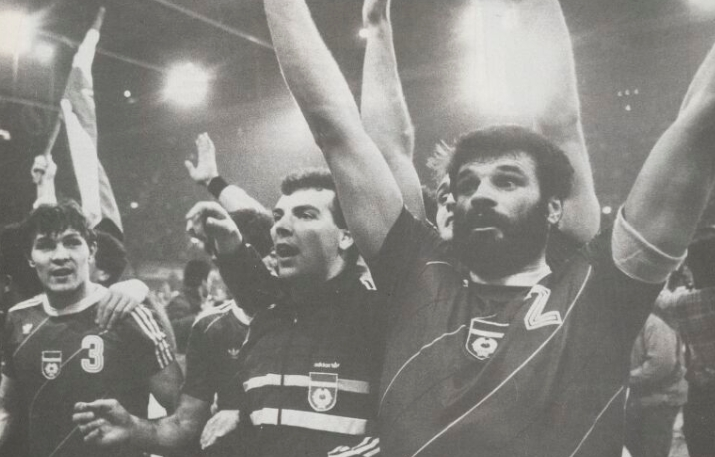
Les Yougoslaves célèbrent leur titre de champions du monde.

La Yougoslavie, après avoir connu une première mi-temps difficile, a remporté son premier titre mondial au terme d'une rencontre de bon niveau. La Hongrie a profité, lors des trente premières minutes, de la nervosité de l'équipe yougoslave pour mener d'un but à plusieurs reprises. Les futurs champions du monde ont joué de malchance durant cette période, puisque pas moins de cinq tirs ont touché les poteaux. À égalité à la mi-temps (12-12), les Yougoslaves mettent un 3-0 au retour des vestiaires, un avantage qu'ils parviendront toujours à garder sous contrôle. Le coup de grâce est donné à la 50e minute lorsque les Yougoslaves ont porté le score à 22-17, marge suffisante pour laisser venir leur adversaire durant la fin de rencontre. La Hongrie, malgré un dernier effort, devait s'avouer battue (24-22, score final). 
Si, cette médaille d'argent constitue le plus grand succès pour une équipe hongroise qui n'était, auparavant, jamais montée sur un podium, la victoire yougoslave récompense la meilleure formation du tournoi. En finale, la classe des remplaçants a fait la différence et les gardiens Bašić puis Arnautović (en) ont effectué des parades déterminantes. Si Vujović ne connaissait pas son rayonnement habituel (tirs ratés, mauvaises passes...), Cvetković (en) fournissait une grande partie. Ce joueur a étonné, tant par la soudaineté de ses tirs que par la variété de son jeu. Avec six buts également, l'ailier Isaković apporte sa part au succès de son équipe. L'adversaire malheureux, la Hongrie, à souffert de l'effacement de sa vedette, Peter Kovács, en seconde période. L'équipe ne possède personne capable de diriger le jeu en son absence. Après la pause, les Magyars se créèrent de nombreuses occasions, qu'ils ne surent exploiter. A chaque fois, les Yougoslaves en profitèrent pour prendre le large. L'équipe hongroise ne possédait plus la force morale pour supporter ces chocs successifs.

### Match pour la3eplace
| 7 mars 1986 20h45 | Allemagne de l'Est     | 24 – 23   | Suède | Bâle |
| 7 mars 1986 20h45 | ?                      | (13 – 11) | Hellgren, Olsson, Öberg, Wislander (2), Bengtsson (2), Stenbäcken, Carlén (4), Hajas (2), Carlsson (1), Jilsén (7), Järphag (5), Sandberg | Bâle |
| 7 mars 1986 20h45 | handbollslandslaget.se |           | | Bâle |

### Autres matchs
| Match                   | Date et heure  | Lieu   | Équipe 1             | Score   | Équipe 2         | Mi-temps |
| ----------------------- | -------------- | ------ | -------------------- | ------- | ---------------- | -------- |
| Match pour la 5e place  | 7 mars à 20h45 | Olten  | Espagne              | 24 - 22 | Islande          | 10 - 10  |
| Match pour la 7e place  | 7 mars à 19h00 | Bâle   | Allemagne de l'Ouest | 25 - 18 | Danemark         | 11 - 10  |
| Match pour la 9e place  | 7 mars à 19h00 | Olten  | Roumanie             | 25 - 21 | Union soviétique | 12 - 10  |
| Match pour la 11e place | 8 mars à 14h30 | Zurich | Suisse               | 27 - 22 | Corée du Sud     | 14 - 11  |

## Classement final
| Rang                      | Équipe               | J | G | N | P | Bp  | Bc  | Diff | Commentaire                                  |
| ------------------------- | -------------------- | - | - | - | - | --- | --- | ---- | -------------------------------------------- |
| Médaille d'or, monde      | Yougoslavie          | 7 | 7 | 0 | 0 | 168 | 145 | 23   | Qualifiées pour les Jeux olympiques 1988     |
| Médaille d'argent, monde  | Hongrie              | 7 | 6 | 0 | 1 | 167 | 151 | 16   | Qualifiées pour les Jeux olympiques 1988     |
| Médaille de bronze, monde | Allemagne de l'Est   | 7 | 5 | 0 | 2 | 161 | 139 | 22   | Qualifiées pour les Jeux olympiques 1988     |
| 4                         | Suède                | 7 | 5 | 0 | 2 | 174 | 153 | 21   | Qualifiées pour les Jeux olympiques 1988     |
| 5                         | Espagne              | 7 | 3 | 2 | 2 | 136 | 129 | 7    | Qualifiées pour les Jeux olympiques 1988     |
| 6                         | Islande              | 7 | 3 | 0 | 4 | 155 | 159 | -4   | Qualifiées pour les Jeux olympiques 1988     |
|                           |                      |   |   |   |   |     |     |      |                                              |
| 7                         | Allemagne de l'Ouest | 7 | 4 | 0 | 3 | 134 | 135 | -1   | Relégués dans le Championnat du monde B 1987 |
| 8                         | Danemark             | 7 | 3 | 0 | 4 | 152 | 160 | -8   | Relégués dans le Championnat du monde B 1987 |
| 9                         | Roumanie             | 7 | 3 | 0 | 4 | 146 | 147 | -1   | Relégués dans le Championnat du monde B 1987 |
| 10                        | Union soviétique     | 7 | 3 | 0 | 4 | 158 | 157 | +1   | Relégués dans le Championnat du monde B 1987 |
| 11                        | Suisse               | 7 | 2 | 1 | 4 | 127 | 146 | -19  | Relégués dans le Championnat du monde B 1987 |
| 12                        | Corée du Sud         | 7 | 2 | 0 | 5 | 179 | 186 | -7   | —                                            |
|                           |                      |   |   |   |   |     |     |      |                                              |
| 13                        | Tchécoslovaquie      | 6 | 3 | 0 | 3 | 132 | 131 | +1   | Relégués dans le Mondial B 1987              |
| 14                        | Pologne              | 6 | 2 | 1 | 3 | 134 | 128 | +6   | Relégués dans le Mondial B 1987              |
| 15                        | Cuba                 | 6 | 1 | 0 | 5 | 146 | 171 | -25  | ―                                            |
| 16                        | Algérie              | 6 | 0 | 0 | 6 | 119 | 151 | -32  | —                                            |

Les 6 premières équipes sont qualifiées pour les Jeux olympiques 1988. Toutes les autres équipes européennes sont relégués dans le championnat du monde B disputé en 1987 et qui permettra à deux autres équipes de se qualifier pour les JO de Séoul.

## Statistiques et récompenses

### Meilleurs buteurs
Les meilleurs buteurs sont, :
| Rang   | Joueur                | Équipe             | Buts     | Buts     | Buts |
| Rang   | Joueur                | Équipe             | Total    | Ch.      | 7m   |
| ------ | --------------------- | ------------------ | -------- | -------- | ---- |
| 1      | Kang Jae-won          | Corée du Sud       | 67       | 51       | 16   |
| 2      | Julián Duranona       | Cuba               | 50       | 36       | 14   |
| 3      | Björn Jilsén          | Suède              | 47       | 27       | 20   |
| 4      | Péter Kovács          | Hongrie            | 45       | 39       | 6    |
| 5      | Kristján Arason (de)  | Islande            | 41       | 28       | 13   |
| 6      | Maricel Voinea        | Roumanie           | 40       | 22       | 18   |
| 6 ou 7 | Ingolf Wiegert (de)   | Allemagne de l'Est | 39 ou 40 | 39 ou 40 | 0    |
| 8      | Jovica Cvetković (de) | Yougoslavie        | 36 ou 37 | 30       | 7    |
| 9      | Peter Morten Fenger   | Danemark           | 35       | 35       | 0    |
| 9      | Peter Weber (de)      | Suisse             | 35       | 23       | 12   |

Les buteurs suivant sont : 11. Abdelkrim Bendjemil (Algérie)  et Keld Nielsen (en) (Danemark) avec 33 buts ; 13. Daniel Waszkiewicz (en) (Pologne) et Per Carlén (Suède) avec 32 buts ; 15. Frank-Michael Wahl (de) (RDA) 31 buts ; 16. Veselin Vujović (Yougoslavie) et Erhard Wunderlich (RFA) avec 30 buts ; 17. Eugeni Serrano Gispert (es) (Espagne), Tomáš Bártek (de) (Tchécoslovaquie) et Atli Hilmarsson (en) (Islande) avec 28 buts.

### Équipe-type
Aucune équipe-type ni meilleur joueur n'aurait été désigné à l'issue de la compétition.

## Effectif des équipes sur le podium

### Champion du monde:Yougoslavie
L'effectif de la Yougoslavie était,,
- Gardiens de but
  - Mirko Bašić (Metaloplastika Šabac, 26, 6, 0)
  - Zlatan Arnautović (en) (Borac Banja Luka, 30, 6, 0)
  - Rolando Pušnik (en) (Železničar Niš, 25, 1, 0)
- Pivots
  - Momir Rnić (Proleter Zrenjanin, 31, 7, 16)
  - Veselin Vuković (Metaloplastika Šabac, 28, 7, 9)
- Arrières
  - Veselin Vujović (Metaloplastika Šabac, 25, 7, 30)
  - Časlav Grubić (en) (Železničar Niš, 34, 6, 4)
  - Jovica Cvetković (en) (Étoile rouge de Belgrade, 27,  5, 36 ou 37)
  - Jovica Elezović (en) (Reinickendorfer Füchse, 30, 7, 6)
  - Dragan Mladenović (Železničar Niš, 30, 1,  5)
  - Zlatko Portner (Metaloplastika Šabac,  24, 1, 3)
  - Zlatko Saračević (Borac Banja Luka, 25, 5, 18)
- Ailiers droits
  - Jasmin Mrkonja (en) (Metaloplastika Šabac, 28, 6, 8)
  - Muhamed Memić (en) (RK Sloga Doboj, 26, 1, 4)
- Ailiers gauches
  - Mile Isaković (Metaloplastika Šabac, 28, 7, 21)
  - Jožef Holpert (de) (RK Crvenka, 25, 3, 7).
- Sélectionneur :
  - Zoran Živković, 41 ans

Remarque : les trois nombres données pour chaque joueur sont l'âge, le nombre de matchs joués et le nombre de buts marqués pendant la compétition.

### Vice-champion du monde:Hongrie
L'effectif de la Hongrie était
- László Hoffmann (Gardiens de but)
- Imre Bíró (en) (GB)
- Tibor Oross (en) (GB)
- József Bordás (en)
- Viktor Debre
- János Fodor (en)
- János Gyurka (en)
- Gábor Horváth
- Mihály Iváncsik (en)
- József Kenyeres (en)
- Zsolt Kontra (en)
- Mihály Kovács (en)
- Péter Kovács
- László Marosi (en)
- László Szabó (en)

Sélectionneur :
- Lajos Mocsai

### Troisième place:Allemagne de l'Est
L'effectif de l'Allemagne de l'Est était, :
- Wieland Schmidt (Gardiens de but)
- Gunar Schimrock (de) (GB)
- Peter Hofmann (de) (GB)
- Heiko Bonath (de)
- Andreas Köckeritz (de)
- Thomas Zeise (de)
- Stephan Hauck (de)
- Rüdiger Borchardt (de)
- Frank-Michael Wahl (de)
- Peter Pysall (de)
- Ingolf Wiegert (de)
- Hartmut Krüger (de)
- Holger Winselmann (de)
- Dirk Schnell (de)
- Klaus-Dieter Schulz (de)

Sélectionneur :
- Paul Tiedemann